# Severin Schlegel
Severin Schlegel (Vaduz, 24 de julio de 2004) es un futbolista liechtensteiniano que juega en la demarcación de defensa para el F. C. Balzers de la 2. Liga Interregional.

## Selección nacional
Hizo su debut con la selección de fútbol de Liechtenstein el 11 de septiembre de 2023 en un partido de clasificación para la Eurocopa 2024 contra Eslovaquia que finalizó con un resultado de 3-0 a favor del combinado eslovaco tras los goles de Dávid Hancko, Ondrej Duda y Róbert Mak.

## Clubes
| Club           | País          | Año       | Partidos | Goles |
| -------------- | ------------- | --------- | -------- | ----- |
| F. C. Vaduz II | Liechtenstein | 2023-2025 |          |       |
| F. C. Balzers  | Liechtenstein | 2025-     |          |       |